# Povodí Úpy
Povodí Úpy je povodí řeky 2. řádu a je součástí povodí Labe. Tvoří je oblast, ze které do řeky Úpy přitéká voda buď přímo, nebo prostřednictvím jejích přítoků. Jeho hranici tvoří rozvodí se sousedními povodími. Na severu je to povodí Bobru, na západě povodí Labe a menších přítoků Labe, na jihu a východě povodí Metuje. Nejvyšším bodem povodí je Sněžka s nadmořskou výškou 1603 metrů. Rozloha povodí je 513,1 kilometrů čtverečních.

## Správa povodí
Správou povodí se zabývá státní podnik Povodí Labe.

## Dílčí povodí
| povodí                      | rozloha km² | nejvyšší bod                                       | nadm. výška m | odtékající řeka   | průtok v ústí m³/s |
| --------------------------- | ----------- | -------------------------------------------------- | ------------- | ----------------- | ------------------ |
| Povodí Zeleného potoka      | 13,3        | východní svah Zadní planiny                        | 1393          | Zelený potok      | 0,42               |
| Povodí Černohorského potoka | 6,42        | Černohorské rašeliniště                            |               | Černohorský potok |                    |
| Povodí Válovického potoka   | 35,6        | východně od Porub                                  | 480,0         | Válovický potok   |                    |
| Povodí Malé Úpy             | 33,3        | 700 metrů severně od Pomezní Boudy                 | 1321,0        | Malá Úpa          | 1,01               |
| Povodí Ličné                | 106,2       | úpatí Janského vrchu (Polsko)                      | 645           | Ličná             | 1,24               |
| Povodí Rtyňky               | 35,3        | Rtyňská brázda                                     | 520,0         | Rtyňka            | 0,29               |
| Povodí Olešnice             | 43,4        | mezi Bohdašínem a Horním Kostelcem (Jestřebí hory) | 478           | Olešnice          | 0,31               |